# 5,45×18 мм
5,45 × 18 мм МПЦ (Малокаліберний Пістолетний Центрального запалення, Індекс ГРАУ — 7Н7) — радянський малокаліберний пістолетний набій з підвищеною пробивною здатністю кулі.

## Історія
Наприкінці 1960х років в СРСР були ініційовані роботи по створенню нового пістолетного патрона МПЦ (малокаліберний патрон центрального бою) для малокаліберного пістолета прихованого носіння, призначеного для озброєння командного складу КДБ і МВС.
Розробка набою була доручена провідній групі конструкторів і технологів ЦНДІ «Точмаш» під керівництвом О. І. Бочина (А. Д. Денисової, Г. П. Шаміної і Л. С. Ніколаєвої)
Денисова провела дослідження з вибору оптимального калібру. Спочатку роботи проводилися з калібром 6,35 мм, але за певних причин (насамперед, за габаритам) вибір був зупинений на набої калібру 5,45 мм. В ході досліджень відпрацьовувалися кулі різних конструкцій: зі свинцевим і зі сталевим осереддям. Кулі з свинцевим осереддям були досить важкі і мали недостатню пробивну дією. Проходили випробування кулі зі сталевим осереддям різної довжини, ваги і форми конічної частини осереддя (гострі і тупі).
У 1973 році на озброєння був прийнятий пістолет ПСМ.
У 1979 році на озброєння був прийнятий набій з кулею з комбінованим осереддям- сталевим і свинцевим.
Виробництво набою було освоєно в Болгарії, на заводі в місті Лясковець.

## Опис
Гільза набою латунна, пляшкової форми з кільцевою проточкою. У гільзі міститься пороховий заряд масою 0,16 г. Куля оболонкова, загострена з притупленим носиком (для зниження можливості рикошетів), закріплена в гільзі шляхом кернення. Оболонка кулі біметалічна. Початкова швидкість кулі — 315 м/с, максимальний тиск в патроннику не перевищує 133 МПа. Висока початкова швидкість і малий діаметр 5,45 мм гострої кулі забезпечує високу пробивну дію, в тому числі — ураження цілей в бронежилетах 1-2 класів (куля не розриває нитки бронетканини, а розсовує їх). У той же час, зупиняюча дія порівняно невисока (за винятком попадання в життєво важливі органи).
Набій 5,45 × 18 мм використовується в пістолеті ПСМ (і його комерційної модифікації ІЖ-75), а також в пістолетах «МЦ», ОЦ-26 і автоматичному пістолеті ОЦ-23 «Дротик» та ножі який стріляє «Хамелеон».

## Варіанти набоїв
Виробництво набоїв 7Н7 було розгорнуто на патронному заводі № 38, де тривало до 1990 року, поки завод не був закритий. Випускалися наступні варіанти набоїв 5,45х18 мм:
- штатний набій 5,45 × 18 мм МПЦ з оболонковою кулею 7Н7 з складовим осереддям у вигляді зрізаного конуса (попереду сталевий, ззаду свинцевий)[6]. Вага кулі 2,4 г. Дулова енергія 129 Дж. Пробиває 45 шарів кевларової тканини.
- набій з оболонковою кулею ПСО зі свинцевим осереддям. Виробляється на експорт як боєприпас для цивільної зброї. Вага кулі 2,6 г. Дулова енергія 134 Дж. Пробивну дію кулі знижено. Розроблено на початку 1990-х років на Тульському патронному заводі.
- холостий набій 7Х8
- набій '7Н11

Також на базі гільзи патрона МПЦ фахівцями ТЕХКРИМ для газового пістолета ПГ були розроблені цивільні газові і холості набої.